# Fred Hoyle
Fred Hoyle (Bingley, Yorkshire, Inglaterra, 24 de junio de 1915-Bournemouth, Inglaterra, 20 de agosto de 2001) fue un astrofísico inglés conocido principalmente por su teoría de la nucleosíntesis estelar y sus posturas a menudo controvertidas, especialmente su rechazo a la teoría del Big Bang (término acuñado por él en la BBC Radio) al defender la Teoría del Estado Estacionario y su promoción junto a Chandra Wickramasinghe de la panspermia, donde el origen de la vida en la Tierra surgió a través de cometas capaces de dispersar formas primitivas de vida como bacterias, virus o microorganismos por diferentes mundos.
Hoyle pasó la mayor parte de su carrera trabajando en el Instituto de Astronomía de Cambridge como Profesor Plumiano y fue su director por varios años. Fred Hoyle recibió en 1968 la Medalla de oro de la Real Sociedad Astronómica, en 1994 el Premio Balzan (con Martin Schwarzschild) y en 1997 el Premio Crafoord. Murió en Bournemouth, Inglaterra, después de una serie de accidentes cerebrovasculares.
También fue escritor de ciencia ficción y fue coautor de algunos libros junto a su hijo Geoffrey Hoyle.

## Biografía

### Primeros años
Hoyle nació cerca de Bingley en Gilstead, Yorkshire, Inglaterra. Su padre, Ben Hoyle, que era violinista y trabajaba en el comercio de lana en Bradford, sirvió como ametrallador en la Primera Guerra Mundial. Su madre, Mabel Pickard, había estudiado música en el Royal College of Music de Londres y más tarde trabajó como pianista de cine.
Hoyle completó su educación primaria en la escuela de Eldwick. Se educó en Bingley Grammar School y estudió matemáticas en Emmanuel College de la Universidad de Cambridge con el físico y premio Nobel Paul Dirac. En 1936, ganó el Premio Mayhew (junto con George Stanley Rushbrooke). En 1939, Hoyle obtuvo una beca de investigación en St John's College y contrajo matrimonio con Barbara Clark.

### Carrera académica

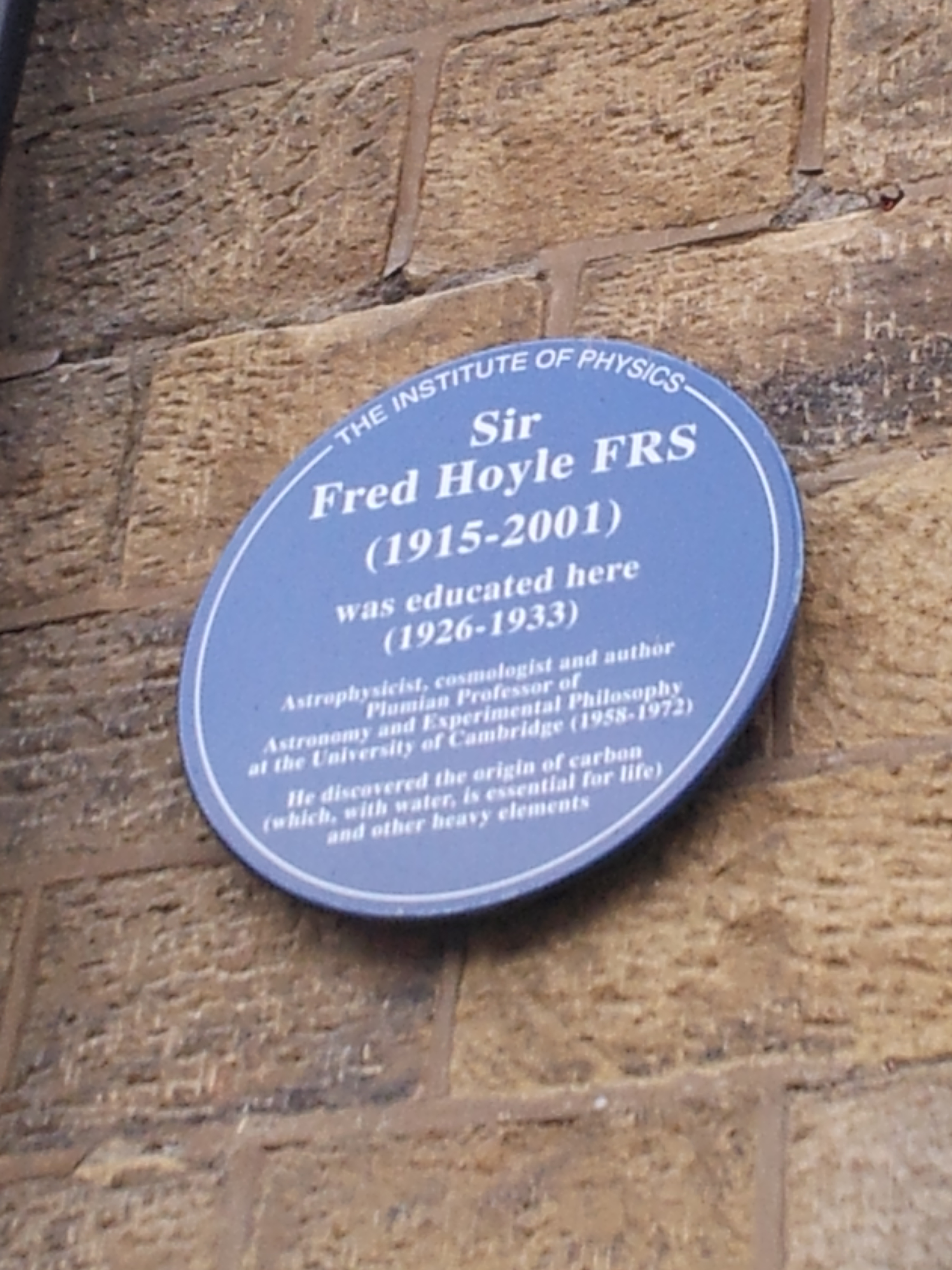
Placa azul en Bingley Grammar School en memoria de Hoyle.

A fines de 1940, Hoyle dejó Cambridge para ir a Portsmouth a trabajar para el Almirantazgo en la investigación de radares, por ejemplo, ideando un método para obtener la altitud de los aviones que se aproximaban. También fue puesto a cargo de las contramedidas contra las armas guiadas por radar que se encuentran en el Graf Spee. Trabajó en el proyecto secreto de Gran Bretaña "XRC8" relacionado con la teoría del radar, que empleó más personal que el proyecto de Manhattan, y probablemente fue la inspiración para el gran proyecto británico en su libro The Black Cloud. Dos colegas en este trabajo de guerra fueron Hermann Bondi y Thomas Gold, y los tres tuvieron muchas y profundas discusiones sobre cosmología. El trabajo del radar pagó un par de viajes a América del Norte, donde aprovechó para visitar a los astrónomos. En un viaje a los EE. UU., aprendió sobre las supernovas en Caltech y Mount Palomar y, en Canadá, la física nuclear de la implosión y explosión del plutonio, notó cierta similitud entre los dos y comenzó a pensar en la nucleosíntesis de las supernovas. Tenía una intuición en ese momento: "Me haré un nombre si esto funciona". Más tarde, en 1954 se publicó su profético y revolucionario artículo. También formó un grupo en Cambridge que exploraba la nucleosíntesis estelar en estrellas ordinarias y estaba preocupado por la escasez de producción estelar de carbono en los modelos existentes. Se dio cuenta de que uno de los procesos existentes sería mil millones de veces más productivo si el núcleo de carbono-12 tuviera una resonancia de 7,7 MeV, pero los físicos nucleares no mencionaron tal. En otro viaje, visitó el grupo de física nuclear de Caltech, pasó allí unos meses de año sabático y los convenció de buscar y encontrar el estado de Hoyle en el carbono-12, a partir del cual desarrolló una teoría completa de la nucleosíntesis estelar, contra su considerable escepticismo en coautoría de Hoyle con algunos miembros del grupo Caltech.
Después de la guerra, en 1945, Hoyle regresó a la Universidad de Cambridge, como profesor en el St John's College de Cambridge. Hoyle vivió en Ivy Lodge en Great Abington en 1946 durante una década hasta que se mudó a Clarkson Close, Cambridge, lo que supuso una mejora en la comodidad pero “la pérdida de la sensación de seguridad que uno siente como resultado de vivir durante una década en un pueblo”.
Los años de Hoyle en Cambridge, entre 1945 y 1973, lo vieron ascender a la cima de la teoría astrofísica mundial, sobre la base de una sorprendente originalidad de ideas que cubrían una amplia gama de temas. En 1958, Hoyle fue nombrado Profesor Plumian de Astronomía y Filosofía Experimental en la Universidad de Cambridge. En 1967, se convirtió en el director fundador del Instituto de Astronomía Teórica (posteriormente rebautizado como Instituto de Astronomía de Cambridge ), donde su liderazgo innovador llevó rápidamente a esta institución a convertirse en uno de los principales grupos del mundo en astrofísica teórica. En 1971, fue invitado a pronunciar la conferencia en memoria de MacMillan en la Institución de Ingenieros y Constructores Navales de Escocia. Eligió el tema "Instrumentos astronómicos y su construcción". Hoyle fue nombrado caballero ("sir") en 1972. Hoyle renunció a su puesto de profesor de Plumian en 1972 y a su cargo de director del instituto en 1973, y esta medida lo aisló efectivamente de la mayor parte de la base de poder, las conexiones y el salario fijo de su establecimiento.
Después de dejar Cambridge, Hoyle escribió muchos libros de divulgación científica y ciencia ficción, además de presentar conferencias en todo el mundo. Parte de la motivación para esto fue simplemente proporcionar un medio de apoyo. Hoyle todavía era miembro del comité de política conjunta (desde 1967), durante la etapa de planificación del Telescopio Anglo-Australiano de 150 pulgadas en el Observatorio Siding Spring en Nueva Gales del Sur. Fue nombrado presidente de la junta del Anglo-Australian Telescope en 1973 y presidió su inauguración en 1974 por Carlos de Gales.

### Decadencia y muerte
Después de su renuncia a Cambridge, Hoyle se mudó al Distrito de los Lagos y ocupó su tiempo con una combinación de caminatas por los páramos, escribiendo libros, visitando centros de investigación en todo el mundo y trabajando en ideas científicas que han sido rechazadas casi universalmente. 
Desde 1988, Hoyle vivió en Bournemouth con su esposa Barbara Hoyle. Hoyle disfrutaba hacer senderismo, llegando a subir munros escoceses, pero el 24 de noviembre de 1997, mientras caminaba por los páramos en el oeste de Yorkshire, cerca de la casa de su infancia en Gilstead, cayó en un barranco empinado llamado Shipley Glen. Aproximadamente doce horas después, Hoyle fue encontrado por un perro de búsqueda. Estuvo hospitalizado durante dos meses con neumonía y problemas renales (ambos resultantes de la hipotermia), así como con un hombro roto por la caída. A partir de entonces entró en un marcado declive, padeciendo problemas de memoria y agilidad mental. En 2001 sufrió una serie de derrames cerebrales y murió en Bournemouth el 20 de agosto de ese año. Varias placas azules se erigieron en su memoria por Reino Unido.

## Teorías y controversias científicas

### Niveles de energía atómica del carbono

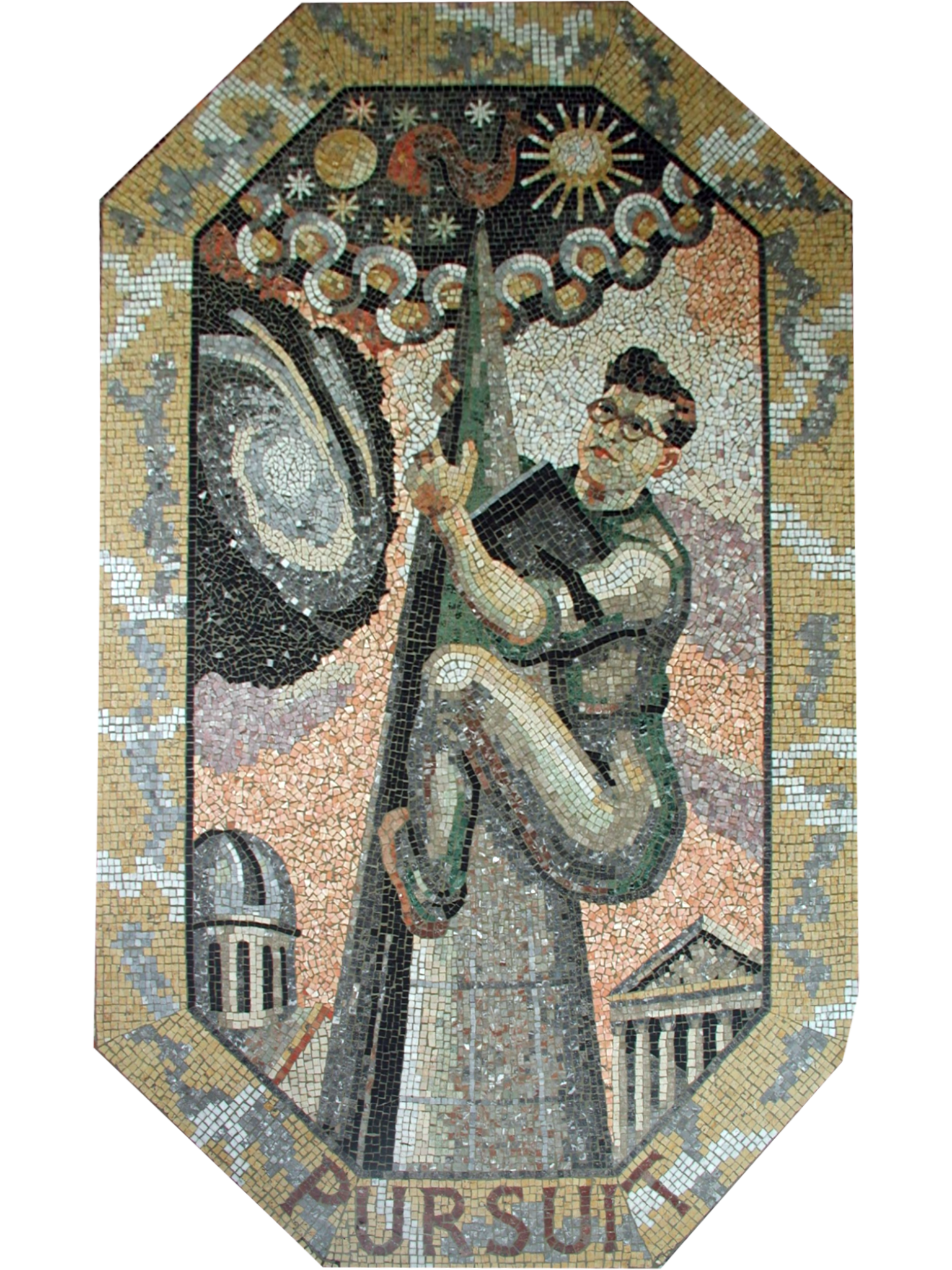
Pursuit (1952) parte de una serie de mosaicos de las Modern Virtues de Boris Anrep en el vestíbulo de entrada de la National Gallery de Londres. Representa al astrónomo Sir Fred Hoyle como un saltamontes trepando hacia las estrellas.

En 1958 publicó su descubrimiento fundamental, por el que será recordado como uno de los científicos más eminentes del siglo XX. Hasta aquel entonces había un obstáculo en explicar la nucleosíntesis del carbono, es decir, cómo este elemento se había podido formar en el interior de ciertas estrellas hasta ser, incluso, lo bastante abundante como para hacer posible la vida en nuestro planeta. Hoyle predijo teóricamente la existencia de ciertos niveles de energía que los átomos de carbono debían tener. Su predicción se basaba en la necesidad de la presencia de niveles de energía concretos para que este elemento pudiera producirse, a partir de elementos más simples, en reacciones termonucleares en los núcleos de las estrellas. Su trabajo sobre estas reacciones y sus extensas contribuciones al estudio de las estructuras internas estelares permitieron profundizar en el conocimiento de la nucleosíntesis, es decir, la generación de elementos pesados a partir del hidrógeno y del helio en el interior de las estrellas, permitiendo explicar la formación de elementos más pesados como el carbono, el silicio y el oxígeno. 
Este descubrimiento fundamental fue realizado en conjunto con el físico estadounidense William Fowler, quien recibió por ello un Premio Nobel de Física en 1983, compartido con Subrahmanyan Chandrasekhar, otro de los grandes astrofísicos que estudiaron el interior de las estrellas. Hoyle también contribuyó a la teoría de la formación de galaxias a través del enfríamiento nubes de gas primordiales por radiación en una escala de tiempo adecuada.

### Estado estacionario y rechazo del Big Bang

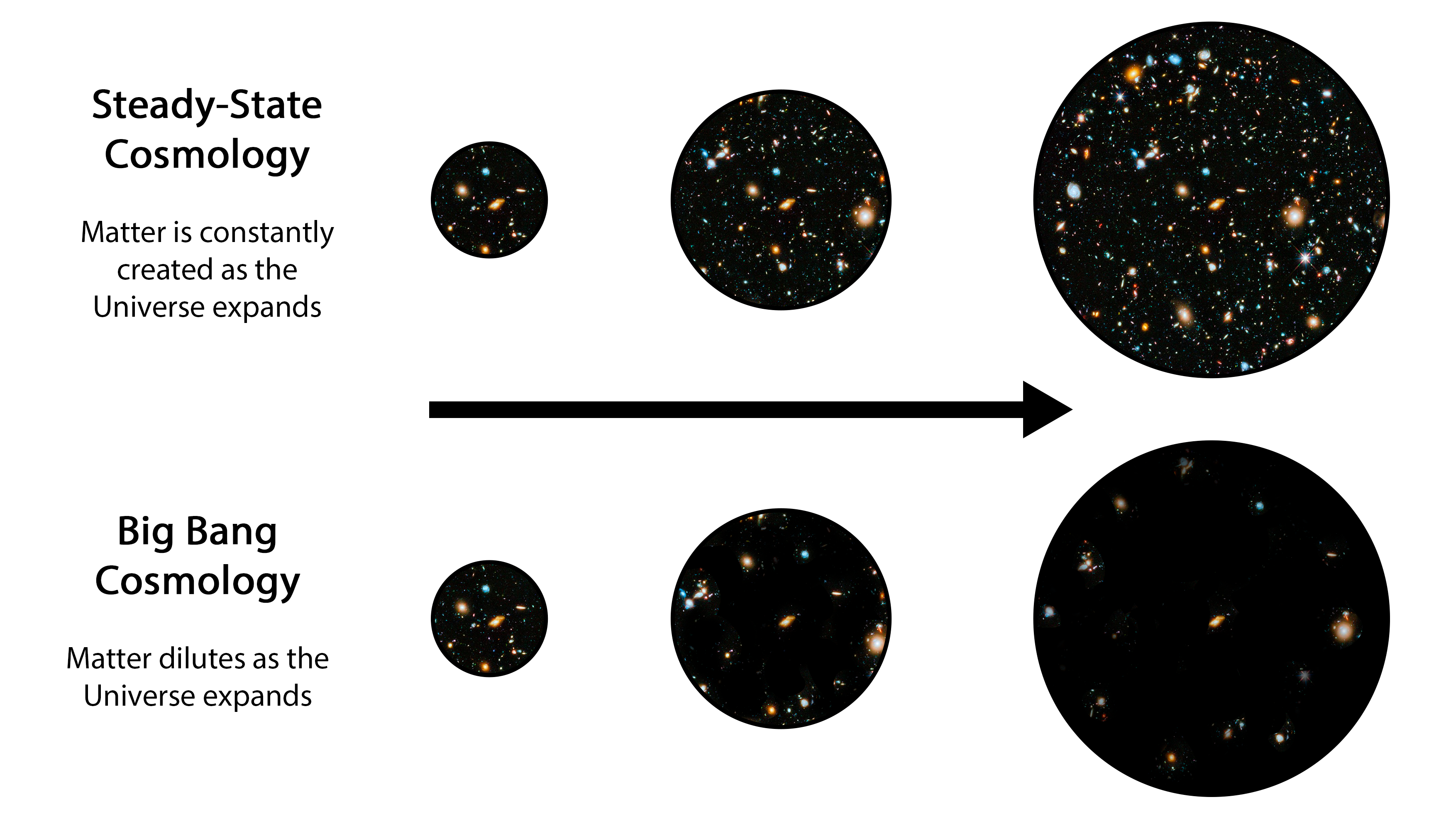
En el Big Bang, el Universo en expansión hace que la materia se diluya con el tiempo, mientras que en la Teoría del estado estacionario, la creación continua de materia asegura que la densidad permanezca constante en el tiempo.

Hoyle fue un fuerte crítico del Big Bang. Si bien no discutía la teoría de Georges Lemaître de que el universo se estaba expandiendo como demostraban las observaciones del desplazamiento hacia el rojo de Edwin Hubble, Hoyle no estuvo de acuerdo con sus interpretaciones como la inferencia de la edad del universo según a partir de la ley de Hubble. Para Hoyle las teorías de la creación en el pasado iban “contra el espíritu de la investigación científica” y la idea de que el universo tuvo un comienzo era pseudociencia "porque es un proceso irracional y no puede describirse en términos científicos", lo cual se asemejaba más a los argumentos a favor de un creador (ver argumento cosmológico).
Fue Hoyle mismo quien acuñó el término "Big Bang" en la transmisión del tercer programa de radio de la BBC el 28 de marzo de 1949. En una entrevista de la BBC dijo: "La razón por la que a los científicos les gusta el Big Bang es porque están eclipsados por el libro del Génesis. Está en lo profundo de la psique de la mayoría de los científicos creer en la primera página del Génesis". Gueorgui Gámov y sus oponentes dijeron que Hoyle tenía la intención de ser peyorativo, y el guion que leyó en voz alta fue interpretado por su opositores a ser "vanidosos, unilaterales, insultantes, no dignos de la BBC". Hoyle negó explícitamente que estuviera siendo insultante y dijo que era solo una imagen impactante para una audiencia popular lo que los astrónomos solían referirse como "la cosmología de Friedman".
Albert Einstein señaló que una dificultad de los modelos relativistas del cosmos "es que las leyes de la gravedad no son en general consistentes con la hipótesis de una densidad media finita de la materia". Einstein introdujo la denominada constante cosmológica para poder "hacerlas consistentes con un universo estático de radio y densidad de materia constantes". Junto con Thomas Gold y Hermann Bondi (con quienes había trabajado en el radar en la Segunda Guerra Mundial), Hoyle propuso en 1948 que el universo se encontraba en un "estado estacionario (steady state)" y formularon su teoría del estado estacionario que trató de explicar cómo el universo podría ser eterno y esencialmente inmutable mientras las galaxias que observamos todavía se alejan unas de otras. La teoría giraba en torno a la creación de materia entre las galaxias a lo largo del tiempo, de modo que aunque las galaxias se separan más, las nuevas que se desarrollan entre ellas llenan el espacio que dejan (ver Principio cosmológico). Argumentaron conjuntamente que la creación continua no era más inexplicable que la aparición de todo el universo de la nada, aunque tenía que hacerse de forma regular. El universo resultante se encuentra en un "estado estacionario" de la misma manera que un río fluye: las moléculas de agua individuales se están alejando, pero el río en general sigue siendo el mismo. 
A diferencia de Gold y Bondi, Hoyle ofreció una explicación consistente con el principio de conservación de la energía para la aparición de nueva materia. Construyó un modelo de estado estacionario con una modificación de las ecuaciones de campo de Einstein, reemplazando la constante cosmológica al postular ad hoc la existencia de lo que denominó "campo de creación", o simplemente el "campo C" o "Cik", que tenía presión negativa para impulsar la expansión del universo con el mismo valor que ley de Hubble. Este campo C es el mismo que la "solución de De Sitter" posterior para la inflación cósmica pero el modelo de campo C actúa mucho más lento que el modelo de inflación de De Sitter. El campo C sería además una respuesta al ajuste afinado del universo.

[E]ntonces, en lugar de la física, hice una hipótesis matemática. Supuse que la materia se creaba en todas partes a un ritmo lento, que visualicé como ajustable, como se puede ajustar el flujo de agua de un grifo. Sujeto a esta hipótesis, pude probar lo que me llamó la atención como un resultado notable, a saber, que la tasa de expansión del Universo siempre se equilibraba con el flujo del grifo. Sube el grifo y el Universo se acelera; cierra el grifo y el Universo se ralentiza. Ahora sentí que entendía por qué se observaba que el Universo se expandía: era porque la materia se estaba creando en todas partes.

Según Steven Weinberg el modelo estacionario evitaría el problema del Génesis, pero Gold sostuvo que no implica el rechazo de la creencia religiosa y, para Lemaître, el Big Bang es una asunto "al margen de la metafísica y religión".
Hoyle tuvo una famosa y acalorada discusión con Martin Ryle del Cavendish Radio Astronomy Group sobre la teoría del estado estacionario. La polémica restringió un poco la colaboración entre el grupo Cavendish y el Instituto de Astronomía de Cambridge durante la década de 1960. Al final, la creciente evidencia observacional convenció a la mayoría de los cosmólogos de que el modelo de estado estacionario era incorrecto y que el Big Bang era la teoría que concordaba mejor con las observaciones, aunque Hoyle continuó apoyando y desarrollando su teoría. 
La evidencia que resultó en favor del Big Bang que sobre el modelo de estado estacionario incluyó el descubrimiento de la radiación cósmica de fondo de microondas en la década de 1960, y la distribución de "galaxias jóvenes" y cuásares en todo el Universo en la década de 1980 indican una estimación de edad del universo más consistente. Hoyle mostró dudas con esa interpretación. También declaró que junto al físico Robert Dicke podrían haber descubierto el fondo de microondas décadas antes si no fuera por creer que dichas ondas irradiarían 20 grados Kelvin en lugar de 3 como el gas interestelar detectado por el radioastrónomo canadiense Andrew McCullough en 1941, lo cual le sintió como "uno de los peores fracasos" de su vida.
Sus dudas sobre el Big Bang resurgieron en la década de 1980. "Empecé a tener la sensación de que algo andaba muy mal". Insistió las teorías que postulaban la inflación cósmica, materia oscura y otros elementos eran "como la teología medieval". Respecto a la predicción del fondo de microondas.

¿Cómo, en la cosmología del Big Bang, se explica el fondo de microondas? A pesar de lo que afirman los partidarios de la cosmología del Big Bang, no se explica. La supuesta explicación no es más que una entrada en el catálogo de hipótesis del jardinero que constituye la teoría. Si la observación hubiera dado 27 Kelvin en lugar de 2,7 Kelvin para la temperatura, entonces se habrían ingresado 27 Kelvin en el catálogo. O 0,27 Kelvin. O cualquier cosa.

La inferencia de sentido común a partir de la naturaleza planckiana del espectro del fondo de microondas y de la suavidad del fondo es que, en lo que respecta a las microondas, vivimos en una niebla y esa niebla es relativamente local. Un hombre que se queda dormido en la cima de una montaña y que se despierta en la niebla no cree que esté mirando el origen del Universo. Cree que está en la niebla.

En 1993, en un intento de explicar algunas de las pruebas en contra de la teoría del estado estacionario, presentó una versión modificada llamada "cosmología del estado cuasi-estacionario" (QSS), pero la teoría no es ampliamente aceptada. Después de la observación de un universo en aceleración, se hicieron más modificaciones al modelo. Hoyle murió en 2001 sin haber aceptado nunca la validez de la teoría del Big Bang.

### Teoría gravitacional de Hoyle-Narlikar
Junto con Jayant Narlikar, Hoyle desarrolló una teoría de partículas en la década de 1960, la teoría de la gravedad de Hoyle-Narlikar. Hizo predicciones que eran aproximadamente las mismas que la relatividad general de Einstein pero incorporó el Principio de Mach que Einstein había intentado pero no pudo incorporar en su teoría.
Stephen Hawking y Hermann Bondi demostraron en 1965 que la teoría es incompatible con un universo en expansión, porque la solución avanzada de Wheeler-Feynman divergiría. En sus tesis doctoral, Hawking sostuvo que la teoría Hoyle-Narlikar "excluye modelos que parecen corresponder con el universo actual, principalmente los modelos Robertson-Walker" y postula la existencia de materia con masa gravitacionalmente negativa, la cual no ha sido observada y "crearía más dificultades que resolverlas". Este documento se escribió antes de que se postulase el concepto de energía oscura del modelo Lambda-CDM, que posee una fuerza gravitacional repulsiva. Hawking mismo solicitó que Hoyle revisara su tesis, pero se le fue asignado a Dennis Sciama.

### Panspermia y rechazo de la abiogénesis

Hoyle y Chandra Wickramasinghe propusieron que cuerpos como los cometas o asteroides transportan formas primitivas de vida como bacterias, virus o microorganismos.

En sus últimos años, Hoyle se convirtió en un acérrimo crítico de las teorías de la abiogénesis para explicar el origen de la vida en la Tierra. Desde su juventud, Hoyle era escéptico acerca de la teoría de Darwin. No fue hasta 1975 que Hoyle se involucró en defender la panspermia. Junto con Chandra Wickramasinghe, Hoyle promovió la hipótesis científica de que la primera forma de vida en la Tierra comenzó en el espacio, extendiéndose por el universo a través de la panspermia, y que la evolución en la Tierra está influenciada por una afluencia constante de virus que llegan a través de los cometas hace cuatro mil millones de años. Su creencia de que los cometas tenían un porcentaje significativo de compuestos orgánicos estaba muy adelantado a su tiempo, ya que las opiniones dominantes en las décadas de 1970 y 1980 eran que los cometas consistían en gran parte en hielo de agua, y la presencia de compuestos orgánicos era entonces muy controvertida.

Considero que todos los genes que tenemos ya estaban aquí, y el evento que los agregó a la Tierra fue hace 570 millones de años. Ya sabes, el comienzo del Cámbrico, ese gran evento. Y que todo lo que hemos utilizado posteriormente ha sido simplemente una cuestión de permutar y combinar lo que entraba en ese momento. Esa es la única forma en que puedo ver, que me siento cómodo con la lógica.

Hoyle y Wickramasinghe adelantaron varios casos en los que dicen que los brotes de enfermedades en la Tierra son de origen extraterrestre, incluida la pandemia de gripe de 1918 y ciertos brotes de poliomielitis y la enfermedad de las vacas locas. Para la pandemia de gripe de 1918, plantearon la hipótesis de que el polvo cometario trajo el virus a la Tierra simultáneamente en varios lugares, una opinión casi universalmente descartada por los expertos en esta pandemia. En 1982, Hoyle presentó Evolution from Space para la Omni Lecture de la Royal Institution. Después de considerar lo que él consideraba una posibilidad muy remota de abiogénesis basada en la Tierra, concluyó:

Si se procede directa y llanamente en este asunto, sin dejarse desviar por el temor de incurrir en la ira de la opinión científica, se llega a la conclusión de que los biomateriales con su asombrosa medida de orden deben ser el resultado de un diseño inteligente. No se me ha ocurrido otra posibilidad...

En Evolution from Space (en coautoría con Chandra Wickramasinghe) y en The Universe: Past and Present Reflections, Hoyle calculó que la probabilidad de una combinación aleatoria de aminoácidos que produzca un conjunto viable de enzimas requerido incluso para la célula viva más simple sin panspermia era de una en 10 40 000. Dado que el número de átomos en el universo conocido es infinitesimalmente diminuto en comparación (10 80), argumentó que la Tierra como lugar de origen de la vida podría descartarse.

La noción de que no sólo el biopolímero sino también el programa operativo de una célula viva podría llegar por casualidad en una sopa orgánica primordial aquí en la Tierra es evidentemente una tontería de alto nivel.

Afirmó que "es lo suficientemente grande como para enterrar a Darwin y toda la teoría de la evolución. No hubo sopa primigenia, ni en este planeta ni cualquier otro, y si los comienzos de la vida no fueron aleatorios, por lo tanto deben haber sido el producto de una inteligencia intencionada" y que "hay un plan coherente en el universo, aunque no sé para qué es un plan". Comparó la aparición aleatoria de incluso la célula más simple sin panspermia con la probabilidad de que "un tornado que azote un depósito de chatarra pueda ensamblar un Boeing 747 a partir de los materiales que contiene", y comparar la posibilidad de obtener incluso una sola proteína funcional por combinación casual de aminoácidos a un sistema solar lleno de ciegos resolviendo cubos de Rubik simultáneamente.
Aunque Hoyle se declaró gran parte de su vida ateo, en sus últimos años esta aparente sugerencia de una mano guía lo llevó a la conclusión de que "un superintelecto ha jugado con la física, así como con la química y la biología, y... no hay fuerzas ciegas de las que valga la pena hablar en la naturaleza", por tanto "es casi inevitable que nuestra propia medida de inteligencia deba reflejar una inteligencia superior, incluso hasta el límite extremo idealizado de Dios".

Una interpretación de sentido común de los hechos sugiere que un superintelecto ha jugado con la física, así como con la química y la biología, y que no hay fuerzas ciegas de las que valga la pena hablar en la naturaleza. Los números que uno calcula a partir de los hechos me parecen tan abrumadores como para poner esta conclusión casi fuera de toda duda.

Wickramasinghe escribió en 2003: "En la polémica altamente polarizada entre el darwinismo y el creacionismo, nuestra posición es única. Aunque no nos alineamos con ninguno de los lados, ambos lados nos tratan como oponentes. Por lo tanto, somos extraños con una perspectiva inusual, y nuestra sugerencia porque aún no se ha considerado una salida a la crisis”.
Sin embargo, sus cálculos no son compatibles con la evolución molecular moderna, incluida la investigación sobre el mundo del ARN y la evolución de proteínas a partir de péptidos simples. Richard Carrier señala tres fallos del razonamiento de Hoyle: "(1) que la selección natural es equivalente a barajar aleatoriamente, (2) que las dos mil enzimas, todas las enzimas usadas en toda la biología, tenían que ser acertadas a la vez de un tirón gigante de la máquina tragamonedas cósmica, y (3) que la vida comenzó a requerir enzimas complejas trabajando en conjunto." Esto se conoce como "el tornado del depósito de chatarra" o "falacia de Hoyle". Aquellos que abogan por la creencia del diseño inteligente a veces citan el trabajo de Hoyle en esta área para respaldar la afirmación de que el universo fue afinado para permitir que la vida inteligente fuera posible.
En 2009, la Agencia India de Investigación Espacial (ISRO) descubrió tres nuevas especies de bacteria en la estratosfera, de las cuales una de ellas fue bautizada Janibacter hoylei en honor al científico.

### Otras controversias
Si bien Hoyle fue bien considerado por sus trabajos sobre nucleosíntesis y divulgación científica, mantuvo posiciones controvertidas sobre una amplia gama de temas científicos, a menudo en oposición directa a las teorías predominantes de la comunidad científica. Paul Davies describe cómo "amaba su personalidad inconformista y su desprecio por la ortodoxia", citando a Hoyle: "No me importa lo que piensen" sobre sus teorías sobre el corrimiento al rojo discrepante, y "es mejor ser interesante y estar equivocado que aburrido y correcto". Hoyle afirmaba que "nada me avergonzaría más que si me consideraran alguien que repite lo que ha estado diciendo año tras año", como hacen muchos astrónomos.
Hoyle a menudo expresaba enojo contra la política laberíntica y mezquina en Cambridge y con frecuencia se peleaba con miembros e instituciones de todos los niveles de la comunidad astronómica británica, lo que lo llevó a renunciar a Cambridge en septiembre de 1971 por la forma en que pensaba que Donald Lynden-Bell había sido elegido para reemplazar al profesor jubilado Roderick Oliver Redman a sus espaldas. Según el biógrafo Simon Mitton, Hoyle estaba cabizbajo porque sentía que sus colegas en Cambridge no lo apoyaban.
Además de sus puntos de vista sobre la teoría del estado estacionario y la panspermia, Hoyle también apoyó las siguientes hipótesis y especulaciones controvertidas:
- La correlación de las epidemias de gripe con el ciclo de manchas solares, con epidemias que ocurren en el mínimo del ciclo. La idea era que el contagio de la gripe se dispersara en el medio interestelar y llegara a la Tierra solo cuando el viento solar tuviera la mínima potencia[66][67][68][69]
- Dos fósiles Archaeopteryx eran falsificaciones hechas por el hombre.[70] Esta afirmación fue definitivamente refutada por, entre otros fuertes indicios, la presencia de microfisuras que se extendían a través de los fósiles hacia la roca circundante.
- La teoría del petróleo abiogénico, sostenida por Hoyle y por Thomas Gold, donde los hidrocarburos naturales (petróleo y gas natural) se explican como el resultado de depósitos profundos de carbono, en lugar de material orgánico fosilizado. Esta teoría es rechazada por la comunidad geoquímica del petróleo convencional.[71]
- En su libro de 1977 Sobre Stonehenge, Hoyle apoyó la propuesta de Gerald Hawkins de que los cincuenta y seis agujeros de Aubrey en Stonehenge se usaron como un sistema para que los británicos neolíticos predijeran eclipses, usándolos en el posicionamiento diario de piedras marcadoras. El uso de los agujeros de Aubrey para predecir eclipses lunares fue propuesto originalmente por Gerald Hawkins en su libro sobre el tema Stonehenge Decoded (1965).
- Hoyle creía que el virus del SIDA "es un producto de laboratorio" (véase Negacionismo del VIH/sida).[8]

#### Premios nobel de física
Hoyle también estuvo en el centro de dos controversias no relacionadas que involucran la política para seleccionar al ganador del Premio Nobel de Física. El primero llegó cuando el premio de 1974 fue, en parte, para Antony Hewish por su papel destacado en el descubrimiento de los púlsares. Inmediatamente, Hoyle hizo un comentario improvisado a un reportero en Montreal: "Sí, Jocelyn Bell fue la descubridora real, no Hewish, quien fue su supervisor, por lo que debería haber sido incluida". Este comentario recibió una amplia cobertura internacional. Preocupado por ser malinterpretado y por las leyes británicas sobre difamación, Hoyle redactó cuidadosamenteuna carta de explicación para The Times.
La segunda controversia se produjo cuando el premio de 1983 fue en parte para William Alfred Fowler "por sus estudios teóricos y experimentales de las reacciones nucleares de importancia en la formación de los elementos químicos del universo". La controversia surgió porque Hoyle había sido el inventor de la teoría de la nucleosíntesis en las estrellas con dos artículos de investigaciónpublicados poco después de la Segunda Guerra Mundial. Fowler declaró que fue Hoyle quien "estableció definitivamente el gran concepto de la nucleosíntesis en las estrellas en 1946". Entonces surgió cierta sospecha de que a Hoyle se le negó la tercera parte de este premio debido a su anterior desacuerdo público con el premio de 1974. En Nature, el editor John Maddox calificó de "vergonzoso" que Fowler haya sido recompensado con un premio Nobel y Hoyle no. Más tarde, el científico británico Harry Kroto dijo que el Premio Nobel no es solo un premio por un trabajo, sino un reconocimiento a la reputación general de un científico y que Hoyle defendió muchas ideas de mala reputación y refutadas que pueden haberlo invalidado.

## Trabajo literario y divulgación científica
Hoyle destacó como autor de numerosos trabajos de divulgación científica y de obras de ciencia ficción. Como divulgador científico realizó una serie de charlas para la BBC en 1950 recogidas en el libro The nature of the Universe.
También tenía un gusto por la ciencia ficción y encontró tiempo para escribir algunos libros. "Esta gente no sabe verdadera ciencia", decía, "yo sé algo de ciencia, debería ser capaz de hacerlo mucho mejor". Entre sus obras de ciencia ficción destaca La nube negra (1957), en la que se exploran los mismos temas que en Contact de Carl Sagan y Solaris de Stanisław Lem. Escribió junto con John Elliot una serie de televisión para la BBC titulada A for Andromeda donde extraterrestres enviaron instrucciones por radio que les decían a los humanos cómo construir una máquina todopoderosa y destructiva. La versión novelizada de la serie fue publicada en 1961 y en castellano por Plaza & Janés en 1963. La serie se remasterizó en una película en 2006. 
En 1967, Hoyle recibió el Premio Kalinga de la Unesco para la Popularización de la Ciencia.

## Apariciones en medios
En la obra de teatro Sur la route de Montalcino de Jean-François Viot, el personaje de Fred Hoyle se enfrenta a Georges Lemaître en un viaje ficticio al Vaticano en 1957.
Hoyle también apareció en el cortometraje de 1973 Take the World From Another Point of View.
En la película para televisión de 2004 Hawking, Fred Hoyle es interpretado por Peter Firth. En la película, Stephen Hawking (interpretado por Benedict Cumberbatch) confronta públicamente a Hoyle en una conferencia de la Royal Society en el verano de 1964, sobre un error que encontró en su última publicación.

## Premios y reconocimientos
- Elegido miembro de la Royal Society (FRS) en 1957 .
- Premio Kalinga (1967)
- Medalla de oro de la Real Sociedad Astronómica (1968).
- Lectura Bakeriana (1968).
- Medalla Bruce (1970).
- Premio Henry Norris Russell (1971).
- Premio Jansky ante el National Radio Astronomy Observatory.
- Título de caballero (1972).
- Presidente de la Real Sociedad Astronómica (1971-1973).
- Medalla Real (1974).
- Premio Klumpke-Roberts de la Sociedad Astronómica del Pacífico (1977).
- Premio Balzan de Astrofísica: evolución de las estrellas (1994, con Martin Schwarzschild).
- Premio Crafoord de la Real Academia de las Ciencias de Suecia, con Edwin Salpeter (1997).

### Nombrado después de él
- Edificio Hoyle, Instituto de Astronomía de Cambridge.
- Asteroide 8077 Hoyle.
- Janibacter hoylei, especie de bacteria descubierta por científicos de ISRO.
- Sir Fred Hoyle Way, un tramo de la autovía A650 en Bingley.
- Medalla y Premio Fred Hoyle del Instituto de Física de Londres.

### Obra científica
- The Nature of the Universe – a series of broadcast lectures, Basil Blackwell, Oxford 1950 (early use of the big bang phrase)
- Frontiers of Astronomy, Heinemann Education Books Limited, London, 1955. The Internet Archive. HarperCollins, ISBN 978-0060027605
- Burbidge, E.M., Burbidge, G.R., Fowler, W.A. y Hoyle, F., "Synthesis of the Elements in Stars" Archivado el 24 de junio de 2016 en Wayback Machine., Revs. Mod. Physics 29:547–650, 1957, the famous B2FH paper after their initials, for which Hoyle is most famous among professional cosmologists.
- Astronomy, A history of man's investigation of the universe, Crescent Books, Inc., London 1962, LCCN 6214108
- Of men and galaxies, Seattle University of Washington, 1964, asin B0087VKR70
- Galaxies, Nuclei, and Quasars, Harper & Row, Publishers, New York, 1965, LCCN 6520996
- Nicolaus Copernicus, Heinemann Educational Books Ltd., London, p. 78, 1973
- Astronomy and Cosmology: A Modern Course, 1975, ISBN 0-7167-0351-3
- Energy or Extinction? The case for nuclear energy, 1977, Heinemann Educational Books Limited, ISBN 0-435-54430-6. In this provocative book Hoyle establishes the dependence of Western civilization on energy consumption and predicts that nuclear fission as a source of energy is essential for its survival.
- Ten Faces of the Universe, 1977, W.H. Freeman y Company (San Francisco), ISBN 0-7167-0384-X, ISBN 0-7167-0383-1
- On Stonehenge, 1977, London : Heinemann Educational, ISBN 978-0-435-32958-7;  San Francisco: W.H. Freeman and Company, ISBN 0-7167-0364-5 pbk.
- Lifecloud – The Origin of Life in the Universe, Hoyle, F. y Wickramasinghe C., J.M. Dent and Sons, 1978. ISBN 0-460-04335-8
- Diseases from Space (con Chandra Wickramasinghe) (J.M. Dent, London, 1979)[83]
- Commonsense in Nuclear Energy, Fred Hoyle y Geoffrey Hoyle, 1980, Heinemann Educational Books Ltd., ISBN 0-435-54432-2
- The big bang in astronomy, New Scientist 92(1280):527, 19 de noviembre de 1981.
- Ice, the Ultimate Human Catastrophe,1981, ISBN 0-8264-0064-7[84] Snippet view from Google Books
- The Intelligent Universe, 1983
- From Grains to Bacteria, Hoyle, F. y Wickramasinghe N.C., University College Cardiff Press, ISBN 0-906449-64-2, 1984
- Evolution from space (the Omni lecture) and other papers on the origin of life 1982, ISBN 0-89490-083-8
- Evolution from Space: A Theory of Cosmic Creationism, 1984, ISBN 0-671-49263-2
- Viruses from Space, 1986, ISBN 0906449936
- con Jayant Narlikar y Chandra Wickramasinghe, The extragalactic universe: an alternative view, Nature 346:807–812, 30 August 1990.
- The Origin of the Universe and the Origin of Religion,1993, ISBN 1-55921-083-4[85]
- Home Is Where the Wind Blows: Chapters from a Cosmologist's Life (autobiography) Oxford University Press 1994,  ISBN 0-19-850060-2
- Mathematics of Evolution, (1987) University College Cardiff Press, (1999) Acorn Enterprises LLC., ISBN 0-9669934-0-3
- con G. Burbridge y Narlikar J.V. A Different Approach to Cosmology, Cambridge University Press 2000, ISBN 0-521-66223-0
- Wickramasinghe, N. C.; Burbidge, Geoffrey; Narlikar, J. V. (2013). Fred Hoyle’s Universe: Proceedings of a Conference Celebrating Fred Hoyle’s Extraordinary Contributions to Science 25–26 June 2002 Cardiff University, United Kingdom (en inglés). Springer Science & Business Media. ISBN 978-94-017-1605-5.
- Hoyle, Fred; Gough, Douglas (2005). The Scientific Legacy of Fred Hoyle (en inglés). Cambridge University Press. ISBN 978-0-521-82448-4.

### Ciencia ficción
- The Black Cloud, 1957
- Ossian's Ride, 1959
- A for Andromeda, 1962 (en coautoría con John Elliot)
- Fifth Planet, 1963 (en coautoría con Geoffrey Hoyle)
- Andromeda Breakthrough, 1965 (en coautoría con John Elliot)
- October the First Is Too Late, 1966
- Element 79, 1967
- Rockets in Ursa Major, 1969 (en coautoría con Geoffrey Hoyle)
- Seven Steps to the Sun, 1970 (en coautoría con Geoffrey Hoyle)
- The Inferno, 10/1973 (en coautoría con Geoffrey Hoyle)
- The Molecule Men and the Monster of Loch Ness, 1973 (en coautoría con Geoffrey Hoyle)
- Into Deepest Space, 1974 (en coautoría con Geoffrey Hoyle)
- The Incandescent Ones, 1977 (en coautoría con Geoffrey Hoyle)
- The Westminster Disaster, 1978 (en coautoría con Geoffrey Hoyle y editado por Barbara Hoyle)
- Comet Halley, 11/1985
- The Frozen Planet of Azuron, 1982 (en coautoría con Geoffrey Hoyle)
- The Energy Pirate, 1982 (Ladybird Books, en coautoría con Geoffrey Hoyle)
- The Planet of Death, 1982 (Ladybird Books, en coautoría con Geoffrey Hoyle)
- The Giants of Universal Park, 1982 (en coautoría con Geoffrey Hoyle)

### Ediciones en español
- Hoyle, Fred; Elliot, John (1963). A de Andrómeda. Plaza & Janés. ???.
- Hoyle, Fred (1961). La naturaleza del universo. Compañía General Fabril Editora.
- — (1963). A de Andrómeda. Plaza & Janes.
- — (1966). Quinto planeta. Compañía General Fabril Editora.
- — (1967). Astronomía. Ediciones Destino. ISBN 978-84-233-0642-8.
- — (1986). De Stonehenge a la cosmología contemporánea; Nicolás Copérnico: un ensayo sobre su vida y su obra. Alianza Editorial. ISBN 978-84-206-1630-8.
- — (1981). ¿Energía o extinción?: en defensa de la energía nuclear. Alianza Editorial. ISBN 978-84-206-1852-4.
- — (1986). Iniciación a la astronomía. Ediciones Orbis. ISBN 978-84-7634-743-0.
- — (1982). La nube de la vida: los orígenes de la vida en el universo. Editorial Crítica. ISBN 978-84-7423-177-9.
- — (1981). El nuevo rostro de la ciencia. Luis Porcel, Editor. ISBN 978-84-85321-23-0.
- — (1985). El Universo inteligente. Grijalbo. ISBN 978-84-253-1628-9.
- — (1986). De Stonehenge a la cosmología contemporánea. Alianza Editorial. ISBN 9788420616308.
- — (1988). La nube negra. Ediciones B. ISBN 9788440601643.
- Hoyle, Fred; Hoyle, Geoffey (1986). Infierno. Ediciones Orbis. ISBN 978-84-7634-502-3.
- Hoyle, Fred; Wickramasinghe, N. C. (1992).  Fondo De Cultura Economica USA, ed. La Evolución de la Vida Desde el Espacio Exterior. Grijalbo. ISBN 9789681635510.